# Толстой, Николай Николаевич
Граф Никола́й Никола́евич Толсто́й (21 июня [3 июля] 1823, Ясная Поляна, Тульская губерния — 20 сентября [2 октября] 1860, Йер) — русский писатель

, офицер, участник войны на Кавказе. Старший брат Льва Толстого.

## Биография
Родился 21 июня (3 июля) 1823 года в Ясной Поляне.
В 1839 году он поступил на математический факультет Московского университета, затем после переезда в Казань в 1844 году окончил философский факультет Казанского университета. В 1846 году после экзамена в артиллерийском отделении военно-учебного комитета в начале 1846 года Н. Н. Толстого направляют на Кавказ в 20-ю артиллерийскую бригаду, местом стоянки которой была станица Старогладовская Кизлярского округа Терской области.
Н. Н. Толстой прослужил на Кавказе в общей сложности 12 лет, не раз участвовал в сражениях, был награждён за мужество и храбрость орденами св. Анны 4-й степени и св. Анны 3-й степени с бантом. В 1858 году вышел в отставку в чине штабс-капитана. Проживал в Москве в собственном небольшом доме, и в собственном имении в Никольском-Вяземском Чернского уезда Тульской губернии.
Именно Николай Толстой рассказывал младшим братьям, среди которых был Лев Толстой, «что у него есть тайна, посредством которой, когда она откроется, все люди сделаются счастливыми, не будет ни болезней, никаких неприятностей, никто ни на кого не будет сердиться и все будут любить друг друга… Главная тайна… была, как он нам говорил, написана им на зелёной палочке, и палочка эта зарыта у дороги, на краю оврага Старого Заказа…».
В письме к А. А. Фету от 16 мая 1858 Лев Толстой пишет о том, что домашнее прозвище Николая Толстого — «Фирдоуси» по имени персидского поэта.
Имение Николая Толстого находилось в 20 километрах от Спасского И. С. Тургенева, соседом также был известный поэт А. А. Фет, в имении которого в Новосёлках часто гостили Николай Николаевич Толстой, Иван Сергеевич Тургенев. Играли в шахматы, беседовали об охоте и охотах, читали романы. И. С. Тургенев писал Полине Виардо: «Прелестный малый, ленивый, флегматичный, неразговорчивый и в то же время очень добрый, с очень нежным и тонким вкусом и чувствами, человек действительно своеобразный».
Татьяна Андреевна Кузминская в своих воспоминаниях пишет о Николае Толстом: «Он был небольшого роста, плечистый, с выразительными глубокими глазами. В эту зиму он только что приехал с Кавказа и носил военную форму. Этот замечательный по своему уму и скромности человек оставил во мне лучшие впечатления моего детства. Сколько поэзии вынесла я из его импровизированных сказочек. Бывало, усядется он с ногами в угол дивана, а мы, дети, вокруг него, и начнёт длинную сказку или же сочинит что-либо для представления, раздаст нам роли и сам играет с нами».
В 1857 году в журнале Н. А. Некрасова «Современник» (№ 2) появился дебютный цикл рассказов Николая Толстого «Охота на Кавказе» — красочное описание кавказской природы и быта людей, которое помимо прочего интересно как документ, характеризующий обстановку и среду, в которой жили братья Толстые. Лев Николаевич в дневниках и письмах часто упоминает о большом влиянии разностороннего ума и литературного таланта своего старшего брата. В письме к Л. Н. Толстому от 13 сентября 1856 года И. С. Тургенев спрашивает его: «А записки Вашего брата — отделали ли Вы их и отправили ли их в Петербург?». Можно предположить, что Лев Толстой принимал участие в редактировании первой публикации Николая Толстого.
Критика отмечала выразительные характеры его персонажей, среди которых особенно яркими были дядя Епишка и охотник-офицер Мамонов. Н. А. Некрасов в письме к И. С. Тургеневу от 22 апреля 1857 писал об очерках Николая Толстого: «Задачу, которую автор себе задал, он выполнил мастерски и, кроме того, обнаружил себя поэтом. Поэзия тут на месте и мимоходом выскакивает сама собою… талант наблюдения и описания, по-моему, огромный — фигура старого казака вначале чуть тронута, но, что важно, не обмельчена, любовь видна к самой природе и птице, а не описание той и другой. Это вещь хорошая…».
Л. Н. Толстой, вспоминая о старшем брате, писал: «…Качества же писателя, которые у него были, прежде всего, тонкое художественное чутье, крайнее чувство меры, добродушный, весёлый юмор… высоконравственное мировоззрение — и все это без малейшего самоудовольствия…». Николай Толстой в какой-то мере служил прообразом Николая Левина в «Анне Карениной».
В 1926 в журнале «Красная новь» (№ 5 и № 7) была опубликована приключенческая, яркая повесть Николая Толстого «Пластун». Повесть эта замечательна тем, что написана в художественно-приключенческом жанре, почти не свойственном тогдашней русской литературе.
В 1927 в сборнике «Охотничье сердце» были опубликованы «Охотничьи записки», очерки «Весенние поля» и «Заяц».
Незадолго до смерти, в письме к брату Льву, Николай Николаевич сообщает, что «занимается переводом Библии на русский язык и занимается очень серьёзно». В его архиве сохранились две черновые рукописи этого перевода.
В одной из комнат дома Толстых в Хамовниках находился гипсовый бюст Николая Толстого, такой же бюст располагался в кабинете Льва Толстого в Ясной Поляне при его жизни
Н. Н. Толстой скончался от туберкулёза и был похоронен в Йере на городском кладбище, расположенном в небольшой долине Paradis. Лев Толстой в 1860 году приобрёл в мэрии города место на кладбище. Это подтверждается тем, что когда в 1882 году городское кладбище было упразднено и перенесено в «Ritorte», где оно находится и в настоящее время, останки Н. Н. Толстого были перенесены туда.

## Произведения
- Охота на Кавказе. / С предисловием М. О. Гершензона. — М., 1922
- Пластун // Красная новь. — № 5, 7. — М., 1926.
- Весенние поля. Заяц, // Охотничье сердце (сборник). — М., 1927.
- Сочинения. Николай Николаевич Толстой; [Художник И. В. Эйзен]. — Тула: Приокское книжное изд-во, 1987. (Содерж.: Охота на Кавказе; Пластун; Весенние поля; Заяц)
- Охота на Кавказе. — М.: Изд-во В. Секачев, 2016.